# قضاء آنس (یمن)
 قضاء آنس  (در عربی:  قضاء آنِس )
نام روستایی است در دهستان ذی عُمران از توابع استان رَیمه در کشور یمن در شبه جزیره عربستان.

## جمعیت
جمعیت آن (۲۰۱ ) نفر (۱۳ خانوار) می‌باشد.